# حسام‌الدوله (بی‌خبر)
حسام‌الدوله یا بی‌خبر نام یک مجموعهٔ تلویزیونی ایرانی به کارگردانی جواد انصافی است که در سال ۱۳۶۴ تولید و از شبکه ۱ سیمای جمهوری اسلامی ایران پخش گردید.

## خلاصه داستان
داستان این مجموعه تلویزیونی، دربارهٔ مردی است به نام «حسام‌الدوله»، که پیش از وقوع انقلاب اسلامی، در یک خانواده اشرافی زندگی می‌کند. وی طی حادثه‌ای مصدوم شده و به کما می‌رود و زمانی که به هوش می‌آید، مدت زیادی از پیروزی انقلاب ۵۷ گذشته‌است. او در برخورد با تغییر و تحولات زیادی که در جامعه صورت پذیرفته دچار ناباوری و شگفتی می‌گردد و …

### گزیدۀ بازیگران
- جواد انصافی
- خسرو امیرصادقی
- مهری ودادیان
- امیر پارسی
- امیر وطن‌زاد
- سودابه گوهری
- محمدتقی شریفی نوری
- اسرافیل علمداری
- ایرج صفدری